# Pierre Groult
Pierre Groult, (Lessines, 29 de marzo de 1895 - Lovaina, 11 de abril de 1968) romanista e hispanista belga.
El canónigo Groult fue profesor de la universidad de Lovaina. Fundó y dirigió la revista Les Lettres Romanes. Escribió La formation des Langues Romanes (Tournai y Paris: Casterman, 1947). Destacan sus estudios sobre la mística: Les mystiques des Pays Bas et la littérature du 16ème siècle, Lovaina, 1927, su tesis doctoral, traducido al español como Los místicos de los Países Bajos y la literatura espiritual española del siglo XVI (Madrid: FUE, 1976) y la Antologie de la littérature spirituelle du 16ème siècle, edición bilingüe en la colección Temoins de l'Espagne, Paris: C. Klincksieck, 1959. También se ha traducido su Literatura espiritual española: edad media y renacimiento (Madrid: Fundación Universitaria Española, 1980). Se cuenta entre los fundadores, en 1962, en el congreso de Oxford, de la Asociación Internacional de Hispanistas.